# Hamidiye, Kırkağaç
Hamidiye là một xã thuộc huyện Kırkağaç, tỉnh Manisa, Thổ Nhĩ Kỳ. Dân số thời điểm năm 2011 là 392 người.